# Oxyrhachis rufescens
Oxyrhachis rufescens är en insektsart som beskrevs av Walker. Oxyrhachis rufescens ingår i släktet Oxyrhachis och familjen hornstritar. Inga underarter finns listade i Catalogue of Life.